# 児童遊園

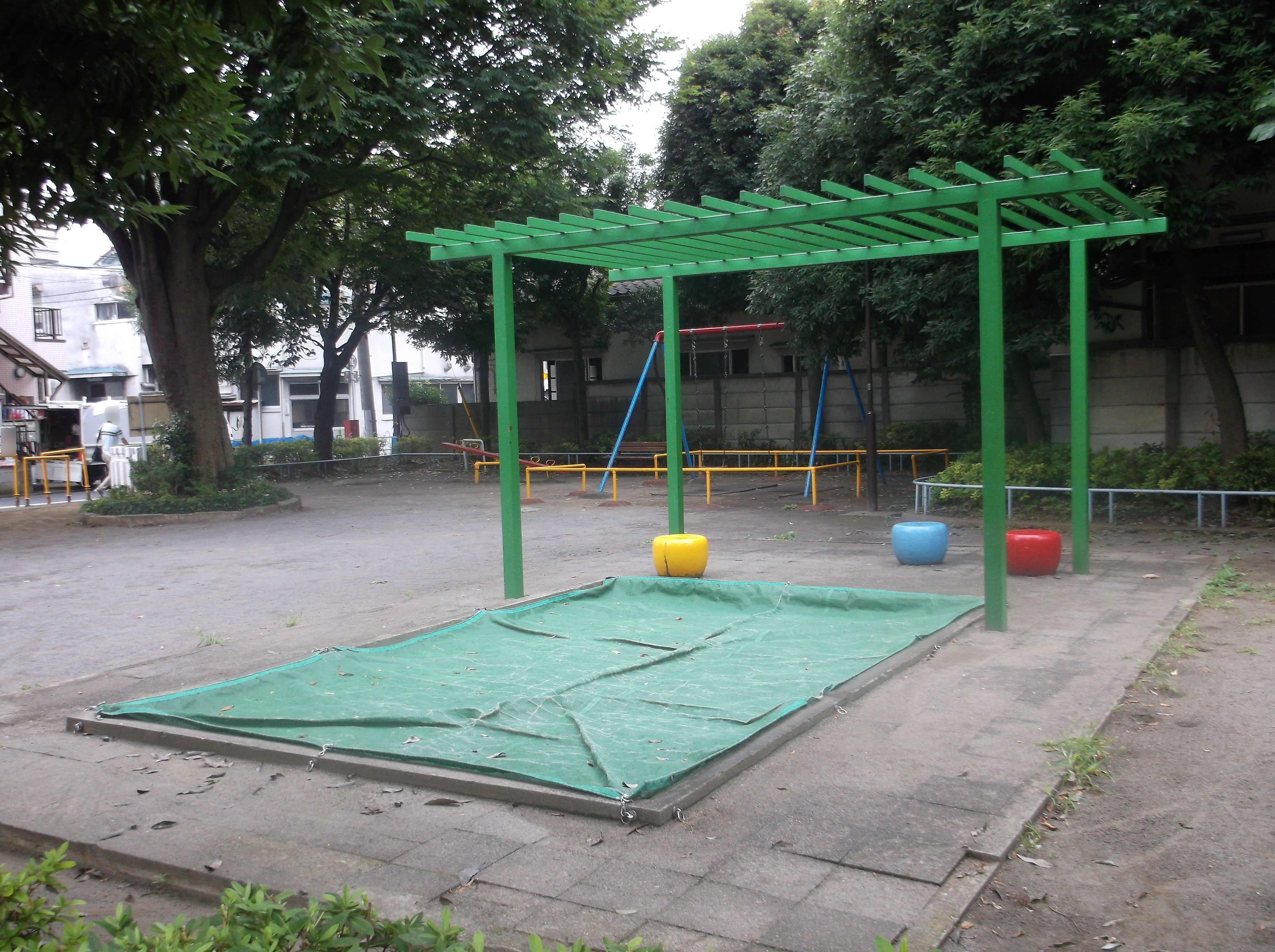
東京都目黒区目黒本町にある清水東児童遊園の写真。都内にある児童遊園のひとつ。

児童遊園（じどうゆうえん）とは、児童福祉法第40条に規定されている児童厚生施設の一つで、児童の健康増進や、情緒を豊かにすることを目的とし、児童に安全かつ健全な遊び場所を提供する屋外型の施設である。

## 概要
広場、遊具、トイレ等が設置され、児童の遊びを指導する者（児童厚生員）が子供の指導にあたることとなっている。遊具としては
ブランコ、砂場、すべり台などがある。
日本初の児童遊園と名の付く施設は、1917年（大正6年）、子供の遊び場がないとして大阪市に3か所設置されたもの。児童福祉法が制定されたのは1947年であり、「児童遊園」という名称を用いていても、児童福祉法上の児童遊園ではなく、都市公園法上の公園の場合もあるため注意が必要である。

## 典拠・出典
1. ↑  “児童福祉施設の設備及び運営に関する基準（昭和二十三年厚生省令第六十三号）第三十七条、第三十八条”. e-Gov法令検索.   総務省行政管理局. 2020年1月12日閲覧。
2. ↑  下川耿史 『環境史年表 明治・大正編(1868-1926)』p322 河出書房新社 2003年11月30日刊 全国書誌番号:20522067
3. ↑  八木 寛之『児童遊園の社会史的研究に向けての準備ノート : 子どもの遊び場の社会的変容をめぐる問題として』。「市大社会学 10巻 」38頁、大阪市立大学社会学研究会。